# Schistocerca alutacea
Schistocerca alutacea är en insektsart som först beskrevs av Harris, T.W. 1841.  Schistocerca alutacea ingår i släktet Schistocerca och familjen gräshoppor. Inga underarter finns listade i Catalogue of Life.